# Marquesado de Armunia
El marquesado de Armunia es un título nobiliario español creado por Felipe III por carta de 19 de octubre de 1619 a favor de Diego Fernández de Córdoba y Laso de Castilla, VI señor de Armunia, deán de la catedral de Sevilla. Falleció en 1624 sin que se hubiese expedido el real despacho que obtuvo su sobrino Adán Centurión de Córdoba el 29 de mayo de 1624.
Su nombre se refiere al municipio de Armuña de Almanzora, en la provincia de Almería.

## Marqueses de Armunia

Escudo del municipio de Armuña de Almanzora, señorío que dio lugar a este marquesado

|                        | Titular                                                                | Periodo                |
| Creación por Felipe IV | Creación por Felipe IV                                                 | Creación por Felipe IV |
| ---------------------- | ---------------------------------------------------------------------- | ---------------------- |
| I                      | Diego Fernández de Córdoba y Laso de Castilla                          | 1619-1624              |
| II                     | Adán Centurión de Córdoba                                              | 1624-1625              |
| III                    | Francisco Centurión de Córdoba                                         | 1625-¿?                |
| IV                     | Cecilio Francisco Centurión y Centurión                                | ¿?-1688                |
| V                      | Francisca de Paula Centurión de Córdoba Mendoza y Carrillo de Albornoz | 1688-1722              |
| VI                     | Joaquín Felipe Antonio Ximénez de Palafox y Centurión de Córdoba       | 1722-1775              |
| VII                    | Fausto Francisco de Palafox Rebolledo y Pérez de Guzmán el Bueno       | 1775-1788              |
| VIII                   | Vicente María de Palafox Centurión y Silva                             | 1788-1820              |
| IX                     | María Elena de Palafox y Silva                                         | 1820-1837              |
| X                      | Andrés Avelino de Arteaga Lazcano y Palafox                            | 1837-1864              |
| XI                     | Andrés Avelino de Arteaga Lazcano y Silva                              | 1864-1910              |
| XII                    | Joaquín de Arteaga y Echagüe Silva y Méndez de Vigo                    | 1912-1947              |
| XIII                   | Ínigo de Arteaga y Falguera                                            | 1951-1997              |
| XIV                    | Íñigo de Arteaga y Martín                                              | 1997-2002              |
| XV                     | Iván de Arteaga y del Alcázar                                          | 2002-actual titular    |

## Historia de los marqueses de Armunia
- Diego Fernández de Córdoba y Lasso de Castilla (m. 1624),[2] I marqués de Armunia,[3] VI señor de Armunia y deán y canónigo de la catedral de Sevilla,[4] hijo de Diego Fernández de Córdoba, IV señor de Armunia, caballero de la Orden de Calatrava en 1536[3] y caballerizo mayor del rey Felipe II, y de su esposa Ana María Lasso de la Vega y Castilla, hija de Pedro Lasso de Castilla, mayordomo mayor del emperador Maximiliano II de Habsburgo, y de Policena de Unagel.[5]

Sucedió su sobrino, hijo de su hermana María de Córdoba y Lasso de Castilla (m. 1615) y de su esposo Juan Bautista Centurión y Negroni (Génova, ¿?-mayo de 1625), II marqués de Estepa, III marqués de Laula, III marqués de Monte de Vay y III marqués de Vivola.
- Adán Centurión de Córdoba (Málaga, 12 de agosto de 1582-Estepa, 5 de abril de 1658),[7] II marqués de Armunia,[8][4] III marqués de Estepa,[6] IV marqués de Laula, IV marqués de Monte Vay y IV marqués de Vivola.[4][2] Otorgó poder para testar en 1647.[9] A los diez años pasó a la corte con su padre y fue menino del infante Felipe, futuro Felipe III de España|Felipe III, y de la infanta Isabel Clara Eugenia.[10]

Casó en primeras nupcias con Mariana de Guzmán, hija de Luis de Guzmán y Córdoba, I marqués de  Ardales, y de Inés Portocarrero. Casó en segundas el 25 de diciembre de 1626, en Granada, con su sobrina Leonor María Centurión, hija de su hermano Francisco Centurión y Fernández de Córdoba a quien cedió el título del marquesado de Armunia en 1625 cuando heredó de su padre el título de marqués de Estepa. Fueron padres, entre otros, de Sancha, casada con  Antonio Alonso Pimentel de Quiñones y Herrera-Zúñiga, XI conde-VIII duque de Benavente, y de Cecilio Francisco que fue el IV marqués de Armunia. Por escritura datada el 13 de diciembre de 1625, cedió el marquesado de Armunia a su hermano Francisco:
- Francisco Centurión y Fernández de Córdoba (m. después de 1649),[14] III marqués de Armunia[3][15] y caballero de la Orden de Santiago. Después de enviudar en 1633, fue canónigo en la catedral de Sevilla y después de 1649, se retiró a la villa de Estepa.[11]

Casó, siendo su segundo marido, con Sancha de Mendoza y de la Vega (m. 13 de junio de 1633), señora de Carrillo y de Albornoz, de Torralba y de Bétera, hija de Bernardino de Mendoza y Cárdenas, comendador de Mérida en la Orden de Santiago, y de Leonor María de la Vega. Le sucedió su sobrino y nieto, hijo de su hermano Adán Centurión de Córdoba y de Leonor María Centurión y Mendoza, su hija (del III marqués de Armunia):
- Cecilio Francisco Centurión y Centurión[18] (Estepa, 25 de junio de 1636[9]-Madrid, 15 de septiembre de 1688), IV marqués de Armunia,[8] IV marqués de Estepa,[6] IV marqués de Laula, etc.

Casó el 13 de febrero de 1669 con Luisa Messía Carrillo y Portocarrero (n. Madrid, 19 de enero de 1641, VII marquesa de La Guardia y II condesa de Santa Eufemia. hija de Gonzalo Messía Carrillo y Fonseca y de Ana de Portocarrero, V marqueses de la Guardia. Después de enviudar, Luisa contrajo un segundo matrimonio en 1695 con Juan de Baeza Manrique de Luna, marqués de Castromonte. Sucedió su única hija del primer matrimonio:
- Francisca de Paula Centurión de Córdoba Mendoza Carrillo y Albornoz (Madrid, 13 de abril de 1670[20]-10 de noviembre de 1722),[22] V marquesa de Armunia,[23] III condesa de Santa Eufemia,[23] VIII marquesa de La Guardia[20] y señora de Carrillo, Albornoz y Torralba.[23]

Casó en primeras nupcias en 1689, en Madrid, con Salvador Francisco Fernández de Castro y Borja y en segundas el 4 de septiembre de 1695, en Madrid, con Juan Antonio Rebolledo de Palafox y Zúñiga (1674-1725), V marqués de Ariza, grande de España, VIII marqués de Guadalest, señor de las baronías de Caspe, Benisá, Cotes, Aldea de Valencia, Sueca, Calmarza y Teulada, almirante de Aragón y caballero de la Orden de Santiago. Le sucedió su hijo:
- Joaquín Felipe Antonio Ximénez de Palafox y Centurión de Córdoba (20 de febrero de 1702-11 de agosto de 1775),[26] VI marqués de Armunia,[25] IV conde de Santa Eufemia,[25]  IX marqués de La Guardia,[27]  VI marqués de Ariza,[22] IX marqués de Guadalest, V conde de la Monclova, grande de España de primera clase, señor de las baronías de Caspe, Benisá, Cotes, Aldea de Valencia, Sueca, Calmarza y Teulada, almirante de Aragón, caballero del Toisón de Oro, gran cruz de Carlos III, gentilhombre de cámara con ejercicio y servidumbre y caballerizo mayor de la reina.[25]

Casó en primeras nupcias el 8 de julio de 1722 con Rosa Pérez de Guzmán el Bueno y Silva (1704-1731), hija de Manuel Alonso Pérez de Guzmán el Bueno, XII duque de Medina Sidonia, y Luisa María de Silva y Mendoza. Contrajo un segundo matrimonio, el 1 de abril de 1737, con María Ana Carlota de Croy de Havré y Lanti de la Róvere.  Le sucedió el único hijo del primer matrimonio:
- Fausto Francisco Palafox Pérez de Guzmán el Bueno (5 de octubre de 1731-5 de abril de 1788),[29] VII marqués de Armunia,[30] V conde de Santa Eufemia,[31] X marqués de La Guardia,[31] VII marqués de Ariza,[26] IX marqués de Estepa, VI conde de la Monclova, X marqués de Guadalest, grande de España de primera clase, caballero de Orden de Carlos III (1777), caballero del Toisón de Oro, almirante de Aragón, señor de las baronías de Caspe, Benisá, Cotes, Aldea de Valencia, Sueca, Calmarza y Teulada, gentilhombre de cámara del rey, caballerizo mayor de la princesa de Asturias[31] y alcalde mayor de los hijosdalgos de Castilla.

Casó en primeras nupcias el 15 de mayo de 1751 con María Teresa de Silva-Bazán y Sarmiento Dávila y, en segundas nupcias, el 18 de mayo de 1774 con María Joaquina Fernández de Liñan de Heredia y Zapata de Calatayud, VI marquesa de Bárboles. Le sucedió su hijo de su primer matrimonio:

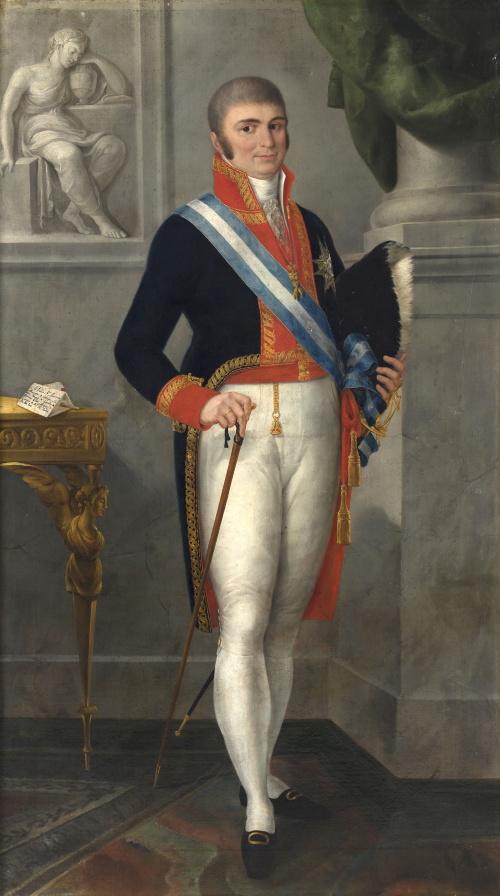
Retrato de Vicente María de Palafox, VIII marqués de Armunia (1796), pintado por Agustín Esteve.

- Vicente María de Palafox Centurión y Silva (Madrid, 14 de febrero de 1756-9 de julio de 1820),[32] VIII marqués de Armunia, VI conde de Santa Eufemia,[31] XI marqués de La Guardia,[31] VIII marqués de Ariza,[26] X marqués de Estepa, VII conde de la Monclova, XI marqués de Guadalest, ,  almirante de Aragón, señor de las baronías de Caspe, Benisá, Cortes, Aldea de Valencia, Sueca, Calmarza y Teuladas, sumillers de corps del rey, caballero del Toisón de Oro y de Carlos III.[31]

Casó en primeras nupcias el 10 de enero de 1778 con María de la Concepción Belvís de Moncada y Pizarro, hija de Pascual Benito Bellvís de Moncada e Ibáñez de Mendoza, XIV marqués de Mondéjar, y de su esposa Florentina Pizarro y Herrera, II condesa de la Gomera, con descendencia. Contrajo un segundo matrimonio el 14 de septiembre de 1800 con su prima carnal, María Teresa de Silva Fernández de Híjar y Palafox, viuda de Jacobo Felipe Fitz-James Stuart zu Stolberg-Gedern, V duque de Berwick e hija de Pedro de Alcántara Fadrique de Silva Fernández de Híjar, IX duque de Híjar, y de Rafaela de Palafox y Croy de Havre. Le sucedió su hija del segundo matrimonio:
- María Elena de Palafox y Silva de Híjar (m. 27 de octubre de 1837),[26] IX marquesa de Armunia,[31] IX condesa de Santa Eufemia, XII marquesa de La Guardia',[31] IX marquesa de Ariza,[26]  X marquesa de Estepa, VIII condesa de la Monclova y XII marquesa de Guadalest.[31]

Casó el 14 de febrero de 1820 con José Agustín de Idiáquez y Carvajal. Le sucedió su primo hermano,  hijo de Ignacio Ciro de Arteaga-Lazcano e Idiáquez (1748-1817), IV marqués de Valmediano, señor de la Casa de Lazcano, I conde de Corres (1773), etc. y de su esposa María Ana de Palafox y Silva.
- Andrés Avelino de Arteaga Lazcano y Palafox (baut. 10 de noviembre de 1780-5 de febrero de 1864), X marqués de Armunia,[33][34] X marqués de Ariza, XI marqués de Estepa,[6] V marqués de Valmediano, II conde de Corres, XI conde de Santa Eufemia, IX conde de la Monclova, XIII marqués de Guadalest, prócer del reino, senador por derecho propio y caballerizo mayor honorario de la reina Isabel II.[34]

Casó el 3 de febrero de 1804, en Aranjuez, con Joaquina de Carvajal y Manrique de Lara, hija de Mariano José de Carvajal-Vargas y Brun, conde de Castillejo, VIII conde del Puerto. Su único hijo, también llamado Andrés Avelino, falleció en 1850 en vida de su padre.  Había casado en 1829 con Fernanda María de Silva y Téllez-Girón con quien tuvo cinco hijos, entre ellos, Andrés Avelino de Arteaga y Silva, sucedió en el marquesado de Armunia y en otros títulos:
- Andrés Avelino de Arteaga y Silva (baut. Madrid, 12 de julio de 1833-Madrid, 15 de junio de 1910), XI marqués de Armunia,[36]  XVI duque del Infantado, XI marqués de Ariza, XVII marqués de Santillana, XIV marqués de La Guardia, VII marqués de Valmediano, XII marqués de Estepa, XVI marqués de Argüeso, XIV marqués de Cea, XIX conde de Saldaña (por rehabilitación a su favor en 1893), XVI conde del Real de Manzanares, conde de Corres, XII conde de Santa Eufemia, X conde de la Monclova.[36]

Casó el 27 de diciembre de 1866, en la Iglesia de San Sebastián, Madrid, con María de Belén Echagüe y Méndez de Vigo (1883-1907) hija de Rafael Echagüe y Bermingham, I conde del Serrallo, y de Mercedes Méndez de Vigo y Osorio. Le sucedió su hijo:

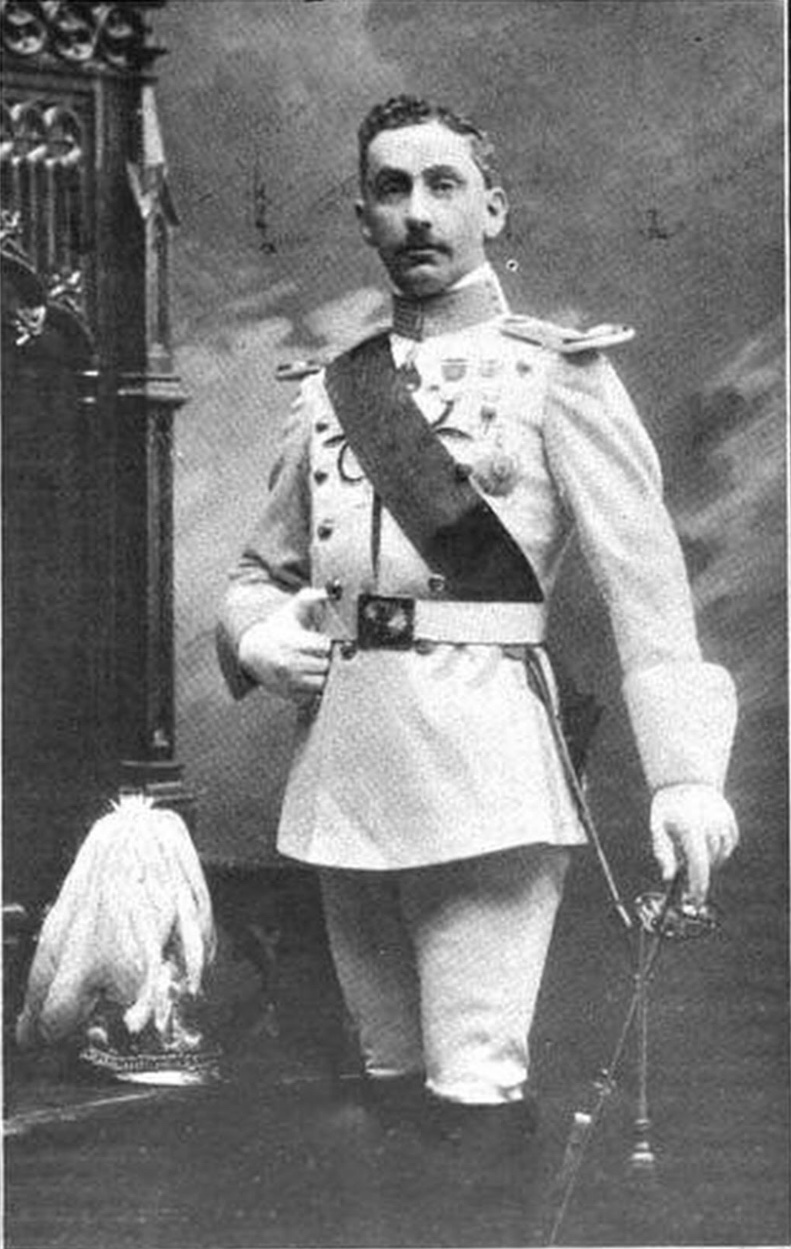
Joaquín de Arteaga y Echagüe, XII marqués de Armunia, fotografiado por Kaulak en 1909.

- Joaquín Ignacio de Arteaga y Echagüe Silva y Méndez de Vigo, (San Sebastián, 5 de agosto de 1870-3 de enero de 1947), XII marqués de Armunia,[2][39] XVII duque del Infantado, XII marqués de Ariza, XIV marqués de Estepa, XVIII marqués de Santillana, X marqués de Laula (por rehabilitación a su favor en 1913), IX marqués de Monte de Vay (por rehabilitación en 1913), XII marqués de Vivola, XV marqués de Cea, VIII marqués de Valmediano, XII marqués de la Eliseda (por rehabilitación a su favor en 1921), V conde de Corres, XI conde de la Monclova, XIII conde de Santa Eufemia, XVIII conde del Real de Manzanares, XXV conde de Saldaña, XV conde del Cid, XXIII señor de la Casa de Lazcano.[39]

Casó el 8 de noviembre de 1894, en Madrid, con Isabel Falguera y Moreno, III condesa de Santiago. Le sucedió su hijo:
- Íñigo de Loyola de Arteaga y Falguera (1905-Marbella, 19 de marzo de 1997), XIII marqués de Armunia,[41] XIV duque de Francavilla (rehabilitado a su favor en 1921), XVIII duque del Infantado, XIII marqués de Ariza, XIV marqués de Estepa, XIX marqués de Santillana, XVI marqués de Cea, X marqués de Monte de Vay, IX marqués de Valmediano, XI marqués de Vivola, XIX conde del Real de Manzanares, XIV conde de Santa Eufemia, XII conde de la Monclova, VI conde del Serrallo, VI conde de Corres, XXVI conde de Saldaña, XVII conde del Cid, IV conde de Santiago, XV señor de la Casa de Lazcano y teniente general.[41]

Casó en primeras nupcias el 26 de julio de 1940 con Ana Rosa Martín y Santiago-Concha (m. 1953). Contrajo un segundo matrimonio el 27 de junio de 1959 con  María Cristina de Salamanca y Caro, VII condesa de Zaldívar. Le sucedió, de su primer matrimonio, su hijo:
- Íñigo de Arteaga y Martín (8 de octubre de 1941-9 de junio de 2018), XIV marqués de Armunia,[41] XIX duque del Infantado, XX marqués de Santillana, XIV marqués de Ariza, XVII marqués de Cea, X marqués de Valmediano, XXVII y XXIX conde de Saldaña,[41] XX conde del Real de Manzanares, XIII conde de la Monclova, IX conde de Corres, V conde de Santiago, XIII marqués de Laula, señor de la Casa de Lazcano. Almirante de Aragón.[41]

Casó en primeras nupcias con María de la Almudena del Alcázar y Armada, hija de Juan Bautista del Alcázar y de la Victoria, VII conde de los Acevedos y de Rafaela Armada y Ulloa, hija del VII conde de Revilla Gigedo, y en segundas con Carmen Castelo Bereguiain. Le sucedió su hijo del primer matrimonio a quien cedió el título:
- Iván de Arteaga y del Alcázar, XV marqués de Armunia,[42] XV marqués de Ariza, grande de España y XI marqués de Valmediano.[42]